# 施特拉爾松德火車總站
施特拉爾松德中央火車站（德語：Stralsund Hauptbahnhof）位於德國梅克倫堡-前波莫瑞的漢薩同盟城市施特拉爾松德，是西波美拉尼亞地區的主要鐵路車站，也是施特拉爾松德通往漢堡、吕根岛贝尔根和柏林的的主要車站。啟用於1878年，為哥德復興式建築，目前由德國鐵路擁有並運營。